# Trio (hudba)
V hudbě pojem trio označuje skupinu tří hudebníků (zpěváků nebo hráčů na hudební nástroj), a také skladbu pro takový soubor. Zejména ve vokální hudbě se někdy používá pojem tercet.

## Klasická hudba

### Instrumentální soubor
Nástrojové obsazení tria v komorní hudbě může být různé, mezi nejběžnější varianty patří:
- housle, viola, violoncello (smyčcové trio)
- housle, violoncello, klavír (klavírní trio)
- klarinet, viola/violoncello, klavír (klarinetové trio)
- lesní roh, housle, klavír (hornové trio)

### Další významy
Od 17. století mívá název trio také kontrastní druhý nebo střední tanec mezi dvěma provedeními hlavního tance, jako je menuet nebo bourrée. Název trio je odvozen od toho, že zpočátku bývala tato část předepsána pro tři nástroje, například dva hoboje a fagot. Název už zůstal, i když se později přidávaly další nástrojové party.
V baroku se název trio používal také pro tříhlasé instrumentální skladby nezávisle na tom, kolik nástrojů ve skutečnosti hrálo. Dají se sem tak zařadit například varhanní tria (BWV 525 - 530) nebo tříhlasé invence (BWV 787 - 801) Johanna Sebastiana Bacha, které jsou určeny pro jediný nástroj.
Trio se také vyskutuje v názvu trio sonáty, hudební formy populární v 17. a 18. století. Trio sonáta je skladba určená pro dva melodické nástroje a basso continuo, tedy dohromady tři hlasy. Nicméně basso continuo obvykle hrají dva nástroje (typicky violoncello a klávesový nástroj, například cembalo), takže trio sonáty hrávají nejméně čtyři hudebníci.

## Jazz a populární hudba
Klasickou podobou jazzového tria je sestava klavíru, basy a bicích, ale existuje i mnoho jiných variant, které zahrnují například Hammondovy varhany, kytaru, či saxofon nebo jiný dechový nástroj.
Mezi populární tříčlenné rockové kapely patří například Rush, The Police, Motörhead nebo Nirvana. Obvyklá sestava je elektrická kytara, basová kytara a bicí (+ zpěv), i zde jsou však možné i jiné kombinace, např. v triu Emerson, Lake & Palmer byla kytara nahrazena klávesami.
V některých triích je pak dominantní vokální složka, zpívají všichni členové skupiny. Příkladem mohou být Crosby, Stills & Nash, Destiny's Child nebo TLC. Hiphopové trio se může skládat ze tří střídajících se vokalistů (např. Beastie Boys, The Lonely Island, Foreign Beggars), nebo dvou vokalistů a DJ, který vytváří hudební doprovod (např. Salt-n-Pepa).